# Années 1000
Les années 1000 couvrent la période du 1er janvier 1000 au 31 décembre 1009.

## Évènements
- 1000-1025 : Mahmoud de Ghazni mène une série de 17 campagnes de pillage en Inde[1].

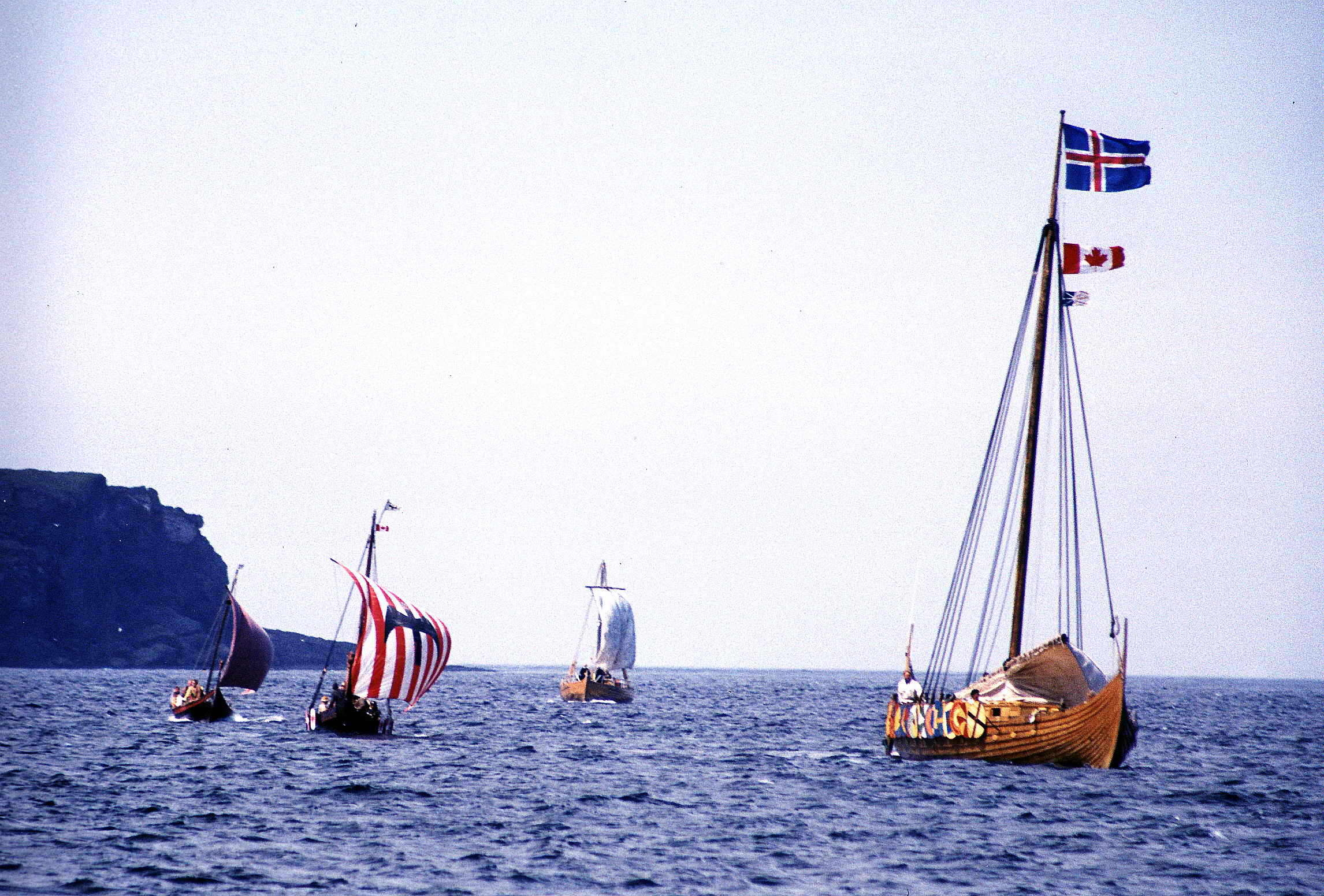
Reconstitution en 2000 du débarquement viking à l'Anse aux Meadows.

- Vers 1001 : découverte possible de l’Amérique (Vinland) par Leif Erikson. Vers 986, un proche parent d’Erik le Rouge, Bjarni Herjólfsson, venu de Norvège pour rejoindre son père au Groenland, a été dérouté par les vents et a aperçu, à l’ouest, une terre nouvelle. Leif l’Heureux, fils d’Erik, monte une expédition pour explorer cette terre inconnue. Il atteint le Helluland (« terre des Pierres plates », sans doute l'île de Baffin), le Markland (« terre des Forêts », vraisemblablement le Labrador) puis le Vinland, où pousse la vigne (?) et le blé sauvage, où il passe l’hiver, puis retourne vers le Groenland. Plusieurs expéditions sont entreprises par la suite, dont celles de Thorvald, frère de Leif Erikson (1000-1003), de Thorfinn Karlsefni et de Freydi, fille d’Erik (1010)[2]. Au Vinland, les Vikings de Karlsefni rencontrent des indigènes, qu’ils appellent les Skræling et avec qui ils font d’abord des échanges (étoffes rouges et armes contre fourrures). Mais face à l’hostilité des indigènes, les Vikings doivent finalement se replier[3]. Les annales islandaises mentionnent pour 1121 que « l’évêque Eiríkr du Groenland s’en alla à la recherche du Vinland » et pour 1347 un voyage au Markland rapporté par l’équipage d’un bateau venu du Groenland[4]. Les Vikings fondent une colonie à Terre-Neuve[3]. Des fouilles entreprises en 1960 ont dégagé à l'Anse aux Meadows, à la pointe nord de Terre-Neuve, sept maisons longues aux parois de tourbe, quatre hangars à bateaux, une forge et un four à charbon de bois, occupées entre 1000 et 1050. La forme des maisons et de rares objets retrouvés (fragments de quenouille, lampes de pierre, épingles en bronze) attestent de l’origine scandinave de l’établissement.
- 1003-1013 : le calife fatimide d'Égypte al-Hakim persécute les chrétiens et les juifs[5]. Les Coptes sont massacrés, les vignes arrachées, la vertu des femmes musulmanes contrôlée, les fêtes, la musique, le jeu d’échecs sont interdits, comme les promenades sentimentales sur le Nil… Pour être distingués des musulmans, les Juifs doivent porter une clochette et les chrétiens une croix très lourde autour du cou. Plus tard, pour des raisons obscures, al-Hakim revient sur certaines de ces mesures contre les chrétiens et les juifs[6].

- 1004 : début de la renaissance maya marquée par la formation d'une alliance entre Chichén Itzá, Uxmal et Mayapan[7].

### Europe
- Légende des terreurs de l’an mille en Occident. Elle aurait été entièrement fabriquée à la Renaissance par le bénédictin Jean de Tritheim, dit Trithemius (1462-1516) qui exagère les craintes superstitieuses du Moyen Âge en se basant sur les chroniques de Sigebert de Gembloux (vers 1030-1112) qui décrivent des tremblements de terre et le passage d'une comète sans mentionner ni les terreurs ni la fin du monde imminente. La légende est reprise par les historiens William Robertson (1721-1793), Jules Michelet (1798-1874) et Henri Martin (1810-1883) puis combattue par Georges Duby (1919-1996)[8].
- 996-1015 : Dudon de Saint-Quentin rédige la première histoire des Normands, De moribus et actis primorum Normanniae ducum (« Geste des premiers ducs de Normandie »)[9].

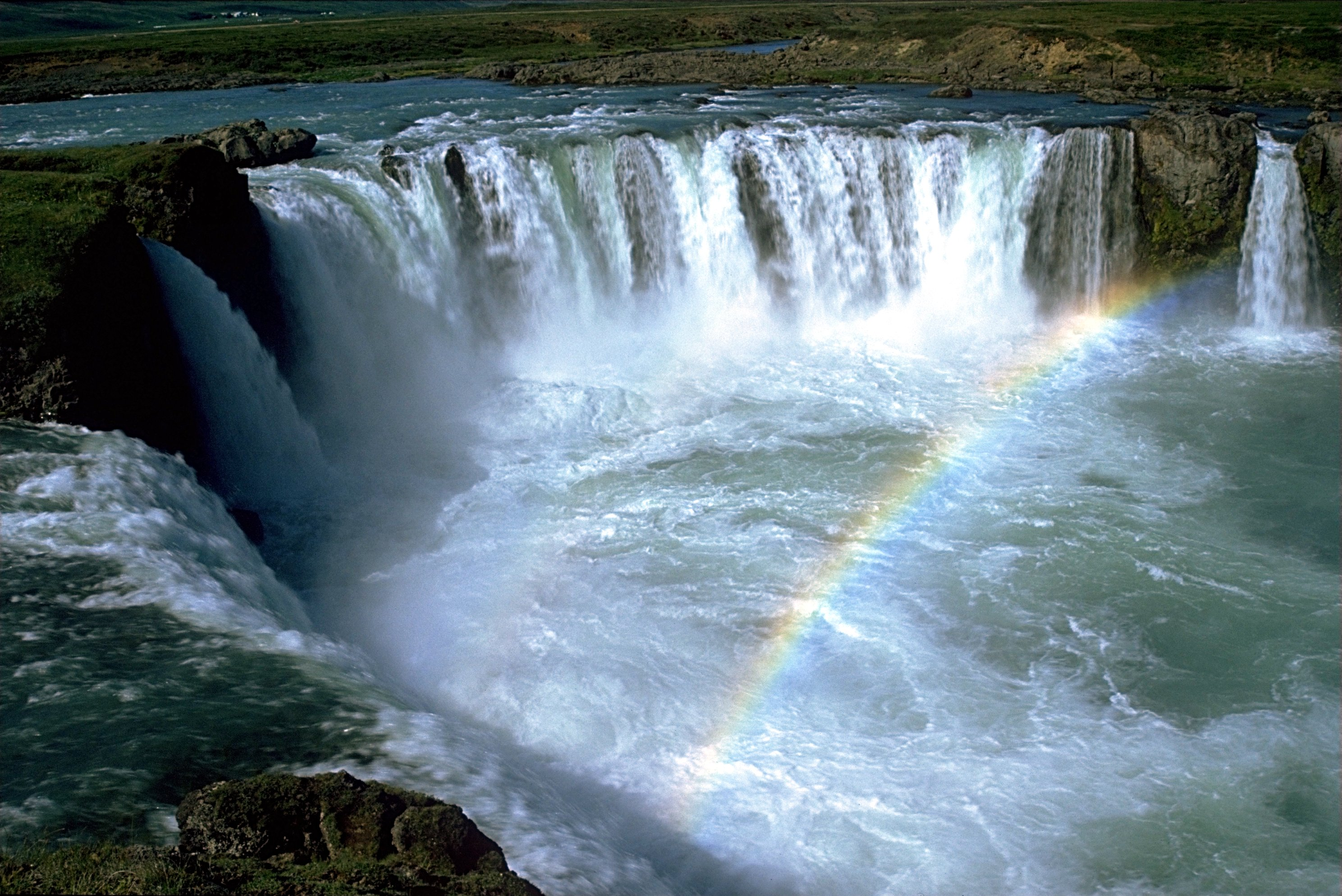
Christianisation de l'Islande. Les idoles de l'ancienne religion nordique sont jetées dans le Goðafoss.

- 999-1000 : christianisation de l'Islande[10]. Arrivée de missionnaires chrétiens en Islande. Après l’échec d'une première mission menée par Stefnir Thorgilsson, le prêtre allemand Thangbrandr (en) est envoyé vers 997-999 par le roi de Norvège Olaf Tryggvason, et tente de convertir le pays par la force. Il est rejeté et doit quitter le pays. Le roi Olaf aurait menacé de garder en otage les fils des islandais importants alors en Norvège, et renvoie Thangbrandr en Islande pour qu’il parle devant l’Althing (assemblée démocratique). Deux partis se forment et sont prêts à s’affronter. Finalement, chacun des deux partis désigne son lögsögumad à l’assemblée. Le chef du clan chrétien Hallr désigne le lögsögumad païen à dire la loi pour l’ensemble de la communauté. Après un délai de réflexion, le christianisme est accepté comme religion officielle par l’Althing. Toute l’Islande se fait alors baptiser. Les Islandais ne doivent plus manifester publiquement leur attachement à l’ancienne coutume. Les godhar, chefs de clans ou de district et jusqu’alors prêtres païens, se voient confier la responsabilité de construire des églises à leurs frais et d’assurer la continuité du culte (godharkirkja). Ils se font eux-mêmes consacrer prêtres ou désignent un jeune homme qu’ils font instruire comme prêtre rétribué (leiguprestar)[11].
- Vers 999-1016 : début de l’installation des Normands en Sicile et en Italie du Sud[12].

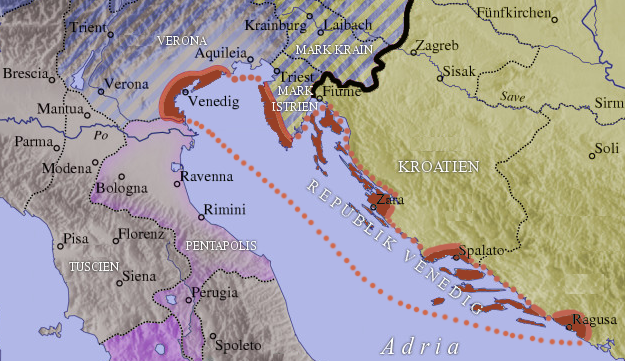
La République de Venise vers 1000.

- 1000 : domination de Venise sur la Dalmatie[13].
- 1000, 1014 et 1018 : opérations vikings sur les côtes de Francie occidentale entre Loire et Gironde[14].
- 1001-1005 : guerre entre l'Empire byzantin et la Bulgarie. Basile II  reprend à la Bulgarie les territoires entre le Danube et les monts Balkans : Pliska, Preslav, la Macédoine et la Thessalie, la forteresse de Vidin sur le Danube (1001-1002), Skopje sur le Vardar (1004), Dyrrachium (1005)[15]. Les Russes de Kiev soutiennent Basile II dans sa lutte contre les Bulgares (1007-1014)[16].

- 1004-1020 : raids des musulmans venus des Baléares en Méditerranée occidentale ; Antibes en 1003, Pise en 1004 et 1011, Narbonne en 1020[17].

- Dynamisme des communautés juives à Narbonne, Béziers, Carcassonne, Toulouse vers l’an mil. Les Juifs romaniotes de Narbonne, liés aux centres mésopotamiens, portent des noms grecs ou levantins (Kalonymus, Nassi)[18]. La communauté juive de la vallée du Rhin se développe principalement à Worms, Spire et Mayence. Celle de Mayence accueille un centre d’étude talmudique réputé fondé par Rabbenou Guershom Meor Hagola (960-1028)[19], qui interdit la polygamie et institue le divorce par consentement mutuel[20].

## Personnages significatifs
- Al-Hakim bi-Amr Allah
- Basile II
- Boleslas Ier de Pologne
- Cunégonde de Luxembourg
- Æthelred II d'Angleterre
- Étienne Ier de Hongrie
- Foulque III d'Anjou
- Hammad ibn Bologhine
- Henri II du Saint-Empire
- Leif Ericson
- Mahmûd de Ghaznî
- Malcolm II d'Écosse
- Olof de Suède
- Otton III du Saint-Empire
- Robert II de France
- Samuel Ier de Bulgarie
- Sanche III de Navarre
- Sven Ier de Danemark
- Sylvestre II
- Vladimir Ier